# Szengawit Erywań
Szengawit Erywań (orm. „Շենգավիթ“ Ֆուտբոլային Ակումբ Երևան, "Szengawit" Futbolajin Akumby Jerewan) – ormiański klub piłkarski z siedzibą w stolicy kraju Erywań.

## Historia
Chronologia nazw:
- 1990: Koszkagorc Erywań (orm. «Կոշկագոռց» Երևան)
- 1991: Koszkagorc-Nairi Erywań (orm. «Կոշկագոռց-Նաիրի» Երևան)
- 1992: Szengawit Erywań (orm. «Շենգավիթ» Երևան)
- od 2008: Szengawit Erywań (orm. «Շենգավիթ» Երևան)

Klub Piłkarski Koszkagorc Erywań został założony w 1990 roku. Ostatnie dwa sezony Mistrzostw ZSRR (1990-1991) grał w Drugiej Niższej Lidze.
Po uzyskaniu przez Armenię niepodległości w 1992 jako Szengawit Erywań debiutował w najwyższej lidze Armenii, w której zajął 14. miejsce. Po zakończeniu sezonu został rozwiązany i przekazał swoje miejsce klubowi Jerazank Erywań.
Dopiero w 2008 klub Uliss Erywań utworzył na bazie szkoły piłkarskiej Szengawit własną drugą drużynę, która otrzymała nazwę Szengawit Erywań. Klub występuje w rozgrywkach Aradżin chumb.

## Sukcesy
- Druga Niższa Liga ZSRR, strefa 2: 6. miejsce (1991)
- Mistrzostwo Armenii: 14. miejsce (1992)
- Puchar Armenii: 1/8 finału (2007/08)